# Jason Watkins
Jason Watkins, född 28 oktober 1962 i Albrighton i Shropshire, är en brittisk skådespelare. Watkins har bland annat medverkat i På spaning med Bridget Jones (2004), Being Human (2009–2011) och The Crown (2019).

## Filmografi i urval
- 1987–1988 – EastEnders (TV-serie)
- 1995–1999 – The Bill (TV-serie)
- 1997 – Tomorrow Never Dies
- 1999 – Onegin
- 2004 – På spaning med Bridget Jones
- 2006 – The Virgin Queen (TV-serie)
- 2007 – Jane Austens ånger (TV-film)
- 2007 – Guldkompassen
- 2008 – Kommissarie Lewis (TV-serie)
- 2008 – Little Dorrit (Miniserie)
- 2008–2009 – Från Lark Rise till Candleford (TV-serie)
- 2009 – Julspelet
- 2009 – Poirot (TV-serie)
- 2009–2011 – Being Human (TV-serie)
- 2010–2012 – Dirk Gently (TV-serie)
- 2013 – Barnmorskan i East End (TV-serie)
- 2013 – Doctor Who (TV-serie)
- 2014 – The Lost Honour of Christopher Jefferies (TV-serie)
- 2015 – Tyst vittne (TV-serie)
- 2016 – The Hollow Crown (TV-serie)
- 2016 – Friday Night Dinner (TV-serie)
- 2017 – Hemma i Hampstead
- 2018 – The Man Who Killed Don Quixote
- 2018 – En engelsk skandal (TV-serie)
- 2018 – Morden i Midsomer (TV-serie)
- 2019 – The Crown (TV-serie)
- 2020 – Des (TV-serie)
- 2020–2022 – Ett mord för Dodds (TV-serie)
- 2025 – Dödlig lek (TV-serie)